# 尤蒂卡 (密蘇里州)
尤蒂卡（英語：Utica）是位於美國密蘇里州利文斯頓縣的村。

## 人口
根據2020年美國人口普查的數據，尤蒂卡的面積為2.22平方千米，皆為陸地。當地共有人口222人，而人口密度為每平方千米100人。